# Aigis
Aigis (řecky αιγίς znamená „kozina“, „kozí kůže“), též v latinské podobě aegis, je ve starořecké mytologii ochranný kus, který se v antickém Řecku nosil v boji na hrudi, původně ze zvířecí kůže a později jako součást brnění, zdobený podle hodnosti válečníka. Tento štít byl lemovaný hady a uprostřed s gorgoneiem (hlavou Gorgony Medúsy). Vlastnil jej bůh Zeus a půjčoval ho svým dětem Athéně a Apollónovi. Šlo též o atribut helénistických vládců a římských císařů.
Podání o původu aigidy se různí. Podle Homéra štít pro Dia ukul Héfaistos, podle římského astronoma a básníka Hygina si jej zhotovil sám Zeus z kůže své kojné, kozy Amaltheie, a pod jeho ochranou pak bojoval s Giganty.
Štít pak věnoval Athéně a ta si na něj připevnila hlavu Medúsy, kterou jí věnoval Perseus za její pomoc. Proto pak měly aegis válečníků obraz Medúsy.
Slova aigis se později hojně užívalo ve významu „záštita“, „ochrana“. Odtud též pojmenování bojového systému Aegis Námořnictva Spojených států.